# Motor Hemi

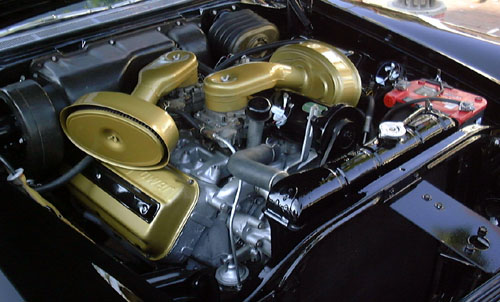
Primeiro Hemi em um Chrysler 300C 1957

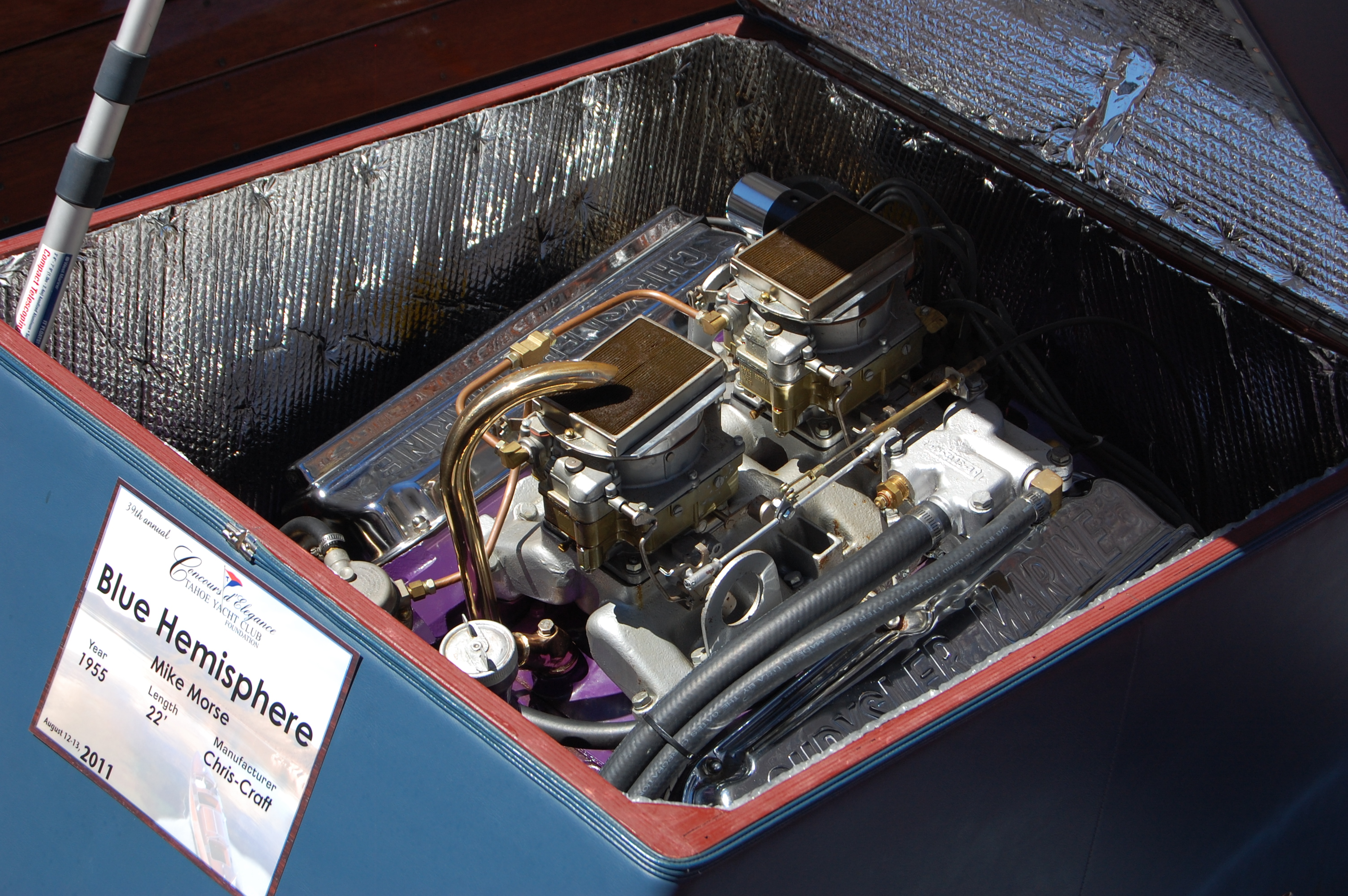
Os Chrysler Marine Hemis eram populares em barcos de madeira, como o Chris-Craft, durante as décadas de 1950 e 1960.

Os motores Chrysler Hemi, conhecidos pela marca Hemi ou HEMI, constituem uma série de motores a gasolina V8 americanos fabricados pela Chrysler, caracterizados por suas válvulas suspensas e câmaras de combustão hemisféricas. A Chrysler produziu três tipos distintos de motores Hemi para automóveis: o primeiro, conhecido como motor Chrysler FirePower, foi fabricado de 1951 a 1958; o segundo, de 1964 a 1971; e o terceiro, iniciado em 2003. Embora a Chrysler seja mais associada ao termo "Hemi" como parte de sua estratégia de marketing, diversos outros fabricantes de automóveis incorporaram designs semelhantes. O bloco do motor e os cabeçotes dos cilindros foram fundidos e fabricados na Indianápolis Foundry.
Durante o início das décadas de 1970 e 1980, a Chrysler também adotou a designação "Hemi" para o seu motor Hemi-6, fabricado na Austrália, e aplicou-o ao motor Mitsubishi 2.6L de 4 cilindros instalado em vários veículos do mercado norte-americano.

## Conceito
Uma câmara de combustão hemisférica apresenta uma eficiente relação superfície-volume, minimizando a perda de calor para o cabeçote do cilindro e proporcionando espaço para duas válvulas grandes. No entanto, ela impõe limitações, permitindo no máximo duas válvulas por cilindro, e estas válvulas maiores tendem a ser mais pesadas em comparação com motores de configuração multiválvulas. As válvulas de admissão e escape estão posicionadas em lados opostos da câmara, requerendo um projeto de cabeçote de "fluxo cruzado". Devido à natureza hemisférica parcial da câmara de combustão, um pistão de topo plano resultaria em uma taxa de compressão muito baixa, a menos que um curso extremamente longo fosse utilizado. Para alcançar a taxa de compressão desejada, a coroa do pistão é projetada para se curvar em direção à cabeça no ponto morto superior. O resultado é uma câmara de combustão que segue o espaço entre a área onde o pistão em forma de cúpula para e o formato cúpula no cabeçote que o recebe.
O design da cabeça hemisférica posiciona a vela de ignição no centro da câmara ou próximo a ele para favorecer uma frente de chama robusta. No entanto, se o diâmetro do hemisfério da cabeça hemisférica for igual ao do pistão, a compressão será mínima, dificultando a criação de turbulência adequada para uma mistura completa de combustível e ar. Portanto, as cabeças hemisféricas, devido à falta de compressão, são mais sensíveis à octanagem do combustível. Uma determinada taxa de compressão exigirá uma octanagem mais elevada para evitar a pré-detonação em um motor hemi em comparação com alguns designs de motores convencionais, como os de cunha e de banheira.
O cabeçote hemisférico sempre apresenta hastes de válvula de admissão e escape que apontam em direções opostas, o que requer um cabeçote de cilindro largo e extenso, além de uma geometria complexa de balancins em motores de came no bloco e de came único no cabeçote (motores de duplo comando no cabeçote podem não incluir balancins). Esse design resulta em um aumento na largura total do motor, limitando os tipos de veículos nos quais pode ser instalado.

### DeSoto

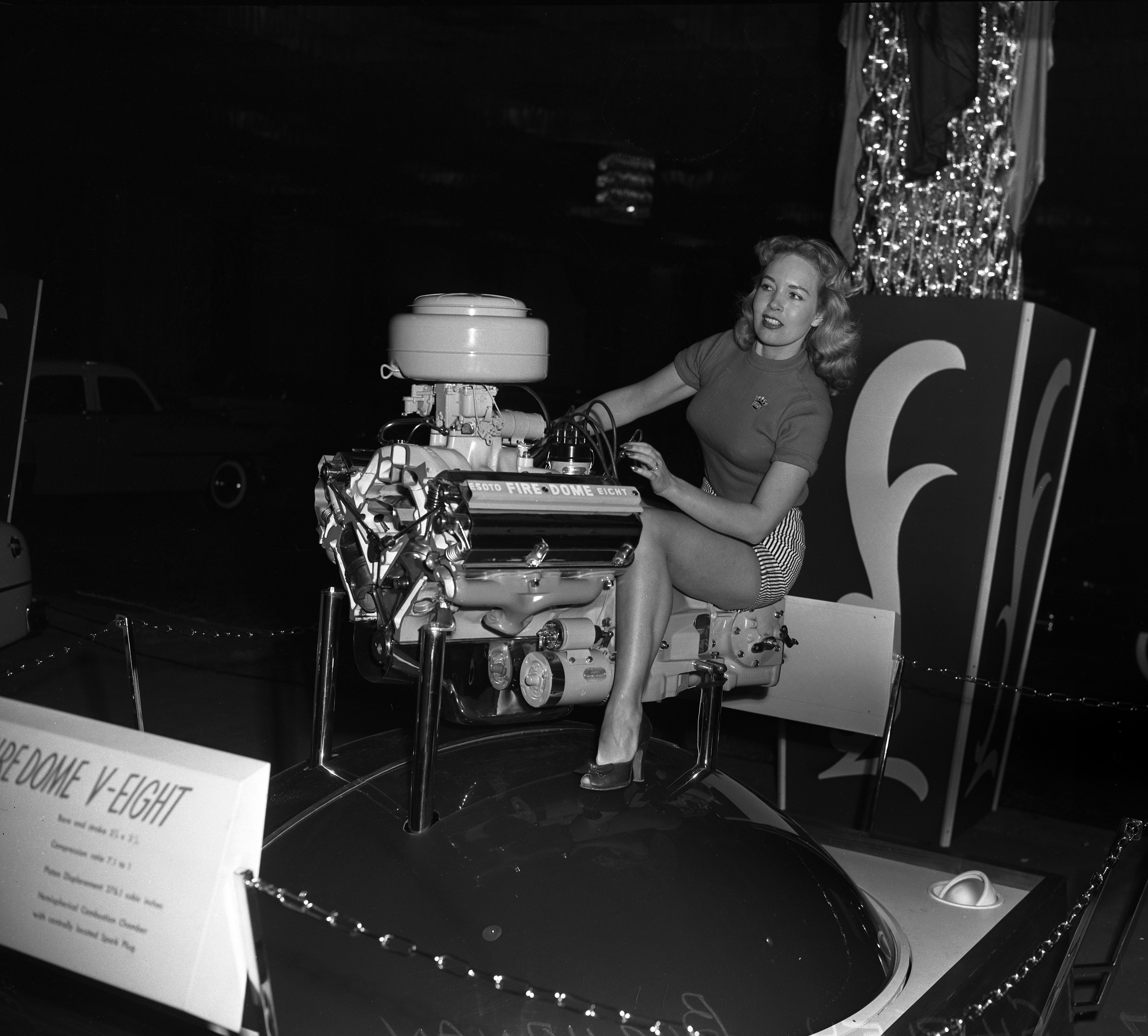
Novo motor DeSoto Fire Dome no Salão Internacional do Automóvel de Los Angeles de 1952.

Os motores Hemi da DeSoto foram chamados de FireDome e serviram como convenção de nomenclatura para o sedã DeSoto Firedome .

#### 276
Em 1952, a DeSoto lançou sua versão do FirePower, chamada FireDome, com um diâmetro de 3,625 polegadas (92,08 mm) e curso de 3,344 polegadas (84,94 mm), resultando em um deslocamento de 276,1 polegadas cúbicas (4,5 L). O passo do furo, compartilhado por todos os motores DeSoto FirePower, era de 4,3125 polegadas (109,54 mm). A potência de saída foi de 160 cavalos-vapor (podendo chegar até 210 cv). Este modelo foi um sucesso de vendas, com 50.000 veículos equipados com esse motor, permanecendo em produção até ser substituído em 1954.

#### 291
Em 1955, foi realizado um aumento no deslocamento do motor para 290,8 polegadas cúbicas (4,8 L) ao incrementar o diâmetro para 3,72 polegadas (94,5 mm).

#### 330
Em 1956, o motor DeSoto experimentou um aumento em seu deslocamento para 329,9 polegada cúbica (5,4 L). Embora o diâmetro tenha permanecido o mesmo que o modelo de 291, mantendo-se em 3,72 polegadas (94,5 mm), houve um aumento no curso para 3,80 polegadas (96,5 mm), e a utilização de um bloco mais alto, conhecido como bloco de convés elevado.

#### 341
O deslocamento foi novamente ampliado em 1956, exclusivamente para o DeSoto Adventurer, e em 1957, para os modelos Firedome e Fireflite, atingindo 341,1 polegada cúbica (5,6 L). O diâmetro foi ajustado para 3,78 polegadas (96,0 mm), enquanto o curso permaneceu em 3,80 polegadas (96,5 mm). O DeSoto Adventurer de 1956, marcando a estreia da versão de alto desempenho, equivalente ao Chrysler 300 da DeSoto, entregou uma potência de 320 cavalos-vapor (podendo chegar até 210 cv) por meio de carburadores duplos Carter WCFB de quatro cilindros. O motor do Adventurer de 1956 possuía um deslocamento de 341 polegadas cúbicas (diâmetro de 3,78 polegadas e curso de 3,80 polegadas) com uma taxa de compressão de 9,5:1, e fazia uso de um perfil de árvore de cames hidráulico especial.

#### 345
Em 1957, o maior motor da DeSoto foi o DeSoto Adventurer, apresentando um deslocamento de 344,6 polegada cúbica (5,6 L) com um diâmetro e curso ambos de 3,80 polegadas. O DeSoto Adventurer era equipado com dois carburadores Carter WCFB de quatro cilindros, proporcionando uma potência classificada de 345 cavalos-vapor (podendo chegar até 210 cv), alcançando a notável marca de um cavalo-vapor por polegada cúbica (sendo o primeiro carro americano a fazer isso como equipamento padrão). O veículo utilizava um coletor de admissão semelhante ao do Adventurer de 1956 com deslocamento de 341 polegadas cúbicas e uma árvore de cames similar. A taxa de compressão permaneceu em 9,5:1.

### Desviar
O Hemi da Dodge, introduzido em 1953 como Red Ram, marcou a entrada da Dodge no segmento de motores V8. Antes de 1953, a Dodge não possuía um motor V8, mas um foi desenvolvido especificamente para a linha naquele ano. Este motor era baseado no design hemi da Chrysler de 1951, porém, foi reduzido para se adequar aos veículos menores da Dodge. Notavelmente, possuía a menor distância central do furo entre todos os motores hemi, medindo 4,1875 polegadas (106,4 mm). Ao contrário dos motores hemi maiores da Chrysler e DeSoto, assim como dos motores Plymouth A, os motores Dodge não compartilhavam dimensões ou componentes significativos. Durante o período de 1955 a 1958, incluindo os carros e pacotes Dodge D-500 de 1956 destinados ao desempenho inicial, foram introduzidas versões de baixo desempenho do motor Dodge Hemi. Essas variantes substituíram os cabeçotes de poli (com eixo de balancim único) por componentes menos complexos e peças de trem de válvula. Uma das versões era construída como um poli (259"). Esses motores foram utilizados em veículos DeSoto e Dodge de linha baixa de 1955 a 1958, bem como nos Plymouths de linha alta de 1955-56.
A Dodge Trucks comercializou sua versão do Hemi sob o nome PowerDome.  

#### 241
Dodge apresentou o motor de 241,3 polegadas cúbicas (4,0 L) em 1953. O diâmetro do cilindro era de 3,4375 polegadas (87,3 mm) e o curso era de 3,25 polegadas (82,6 mm). Com uma baixa taxa de compressão de 7,0:1 (em 1953 e para o Meadowbrook de 1954), o motor de 241 produziu 140 cavalos de potência (até 210 cv). Em 1954, os Dodges mais antigos receberam 150 cavalos de potência (até 210 cv) graças a uma taxa de compressão mais elevada de 7,5:1. Este motor não é o mesmo que o Plymouth 241, que tinha cabeçotes poliesféricos e não hemi. O motor de 241 durou apenas dois anos, sendo substituído pelo 270 em 1955.

#### 270
O Dodge Red Ram Hemi 270 de 1955/1956, designado como D553, tinha uma cilindrada de 270 polegada cúbica (4,4 L) e foi empregado nos veículos premium da Dodge nos anos de 1955 e 1956. O diâmetro do cilindro era de 3,625 polegadas (92,1 mm), e o curso era de 3,25 polegadas (82,6 mm). Este motor diferia do 270 poly-head. No Dodge Coronet, com uma taxa de compressão de 7,6:1, o 270 gerava 183 cavalo-vapor (Até 210 cv). Em variantes mais potentes, como o Dodge Royal, o "Super Red Ram" mantinha a mesma taxa de compressão, mas, equipado com um carburador de quatro cilindros, produzia 193 cavalos de potência (até 210 cv).

#### 315
Em 1956, a Dodge aumentou a cilindrada para 315 cu in (5,2 L), apresentando um comprimento mais longo de 3,80 pol (96,5 mm) e um bloco de convés mais alto, agora equipado com cabeçotes poliesféricos em vez de um Hemi. No entanto, a versão de alto desempenho opcional D-500 desse motor possuía um carburador de quatro cilindros e um cabeçote de combustão hemisférica Dodge com válvula maior. Além disso, um pacote exclusivamente voltado para corridas, denominado D-500-1 ou DASH 1, estava disponível, apresentando uma entrada de quatro cilindros de alumínio especial que alojava um par de carburadores Carter WCFB semelhantes aos do Chrysler 300B e DeSoto Adventurer. Esse motor utilizava os mesmos cabeçotes do modelo básico D-500.

## Terceira geração: 2003 – presente
Os cabeçotes do motor "HEMI" na produção atual apresentam um design mais plano e complexo em comparação com a câmara Hemi V8 dos anos 1950-70. As câmaras de combustão já não são verdadeiramente hemisféricas. Este motor utiliza um sistema de ignição bobina-sobre-vela (sem distribuidor) e incorpora duas velas de ignição por cilindro para reduzir a distância percorrida pela chama, resultando em uma combustão mais consistente e emissões reduzidas. Similar à maioria dos motores Hemi-head do modelo anterior da Chrysler, a versão 5.7 é avaliada em aproximadamente um cavalo-vapor por polegada cúbica (os motores atuais são SAE líquidos, enquanto os antigos motores Hemi eram classificados como SAE brutos). No ano modelo de 2009, a potência foi aumentada para 357-395 cavalos (266-291 kW) e 389-410 lb·ft (527-556 N·m), dependendo da aplicação. Além disso, houve uma melhoria de 4% na economia de combustível. O sistema de sincronização de válvulas variável (VVT) também foi introduzido.
Uma nova tecnologia de deslocamento variável conhecida como Multi-Displacement System (MDS) é empregada em algumas versões. Essa tecnologia permite o desligamento de dois cilindros em cada banco sob cargas leves, contribuindo para melhorar a eficiência no consumo de combustível.

### 5.7

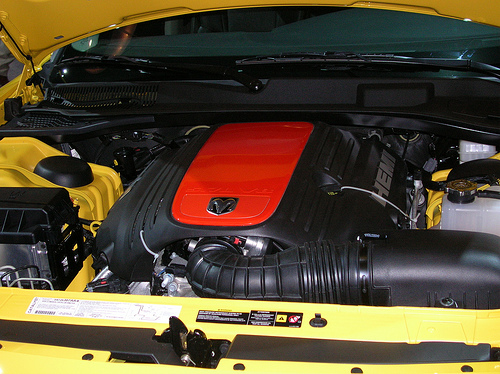
Motor 5.7 Hemi

O 5,7 L HEMI foi lançado para o ano modelo 2003 nas picapes Dodge Ram para substituir o motor Magnum 5.9 . De 2004 a 2013, foi o único motor a gasolina disponível no Ram Heavy Duty. A Chrysler mais tarde fez o 5.7 L Hemi disponível em todos os modelos Dodge Ram 2004, Dodge Durango, Chrysler 300C 2005, Dodge Magnum R/T, Jeep Grand Cherokee, Dodge Charger R/T 2006, Jeep Commander, Chrysler Aspen 2007, Dodge Challenger 2009 R/T e o Jeep Wagoneer 2022. Para aplicações de transmissão manual (picapes Challenger e Ram de 3/4 e 1 tonelada), a desativação do cilindro não está incluída.

### Revisões 5.7 de 2009
Em relação ao ano modelo de 2009, a Chrysler implementou várias revisões no motor de 5.7 L. A primeira mudança, aplicada a todas as versões, foi o que a Chrysler denominou Variable Camshaft Timing (VCT), ou seja, Sincronização de Árvore de Cames Variável. O VCT, essencialmente uma forma de sincronização de válvulas variável, utiliza uma válvula de controle de óleo para regular o fluxo de óleo para uma roda dentada exclusiva na árvore de cames. Essa roda dentada contém um dispositivo de faseamento que, dependendo da operação da válvula de controle de óleo, avança ou retarda o sincronismo do eixo de comando.
As cabeças dos cilindros foram revisadas para aumentar o fluxo. Embora o coletor de admissão também tenha sido alterado em todas as aplicações, ainda era específico do modelo. O Dodge Ram, o Veículo Elétrico Não Híbrido (HEV) Chrysler Aspens e o Dodge Durango não HEV utilizaram um coletor de admissão ativo com uma válvula de corredor curto para otimizar o torque e a potência. Em velocidades mais baixas do motor, a válvula foi fechada, resultando em melhor torque em baixas rotações dos corredores mais longos. Em velocidades mais altas do motor, a válvula era aberta, desviando o ar que entrava para o centro do coletor. Os corredores mais curtos resultaram em maior potência. Automóveis de passageiros, veículos Jeep, bem como HEV Chrysler Aspen e HEV Dodge Durango não usavam este coletor; em vez disso, esses veículos utilizavam um coletor de admissão passivo, que não possuía válvula de corredor curto. Além disso, a nova cabeça do cilindro veio com assentos de vela de ignição diferentes: assentos cônicos foram substituídos por assentos de gaxeta.  Essa mudança impossibilitou o uso do antigo OE Champion RE14MCC4, então as novas velas que acompanhavam o 5.7 HEMI passaram a ser NGK LZFR5C-11. Além de assentos diferentes, a folga da vela cresceu de 0,039" (1,0 mm) a 0,043" (1,1 milímetros). 

### 6.4

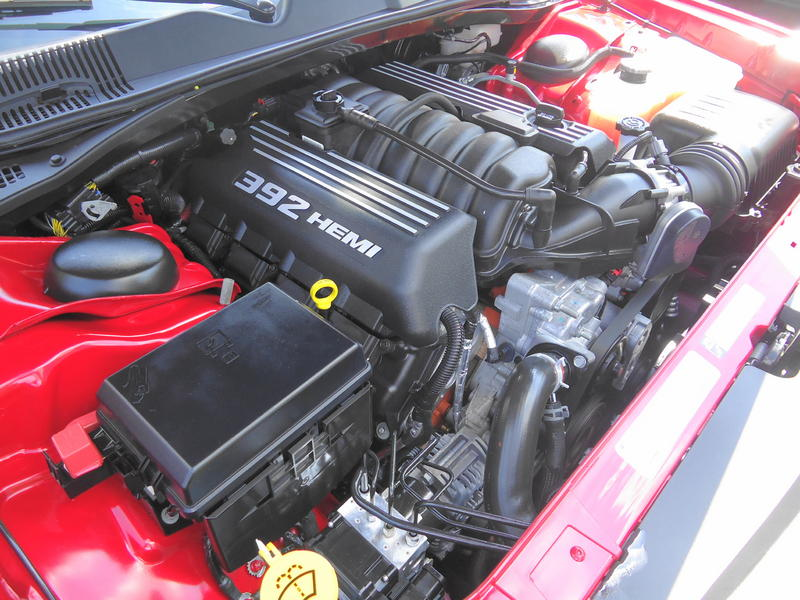
Motor 392 CID V8 HEMI

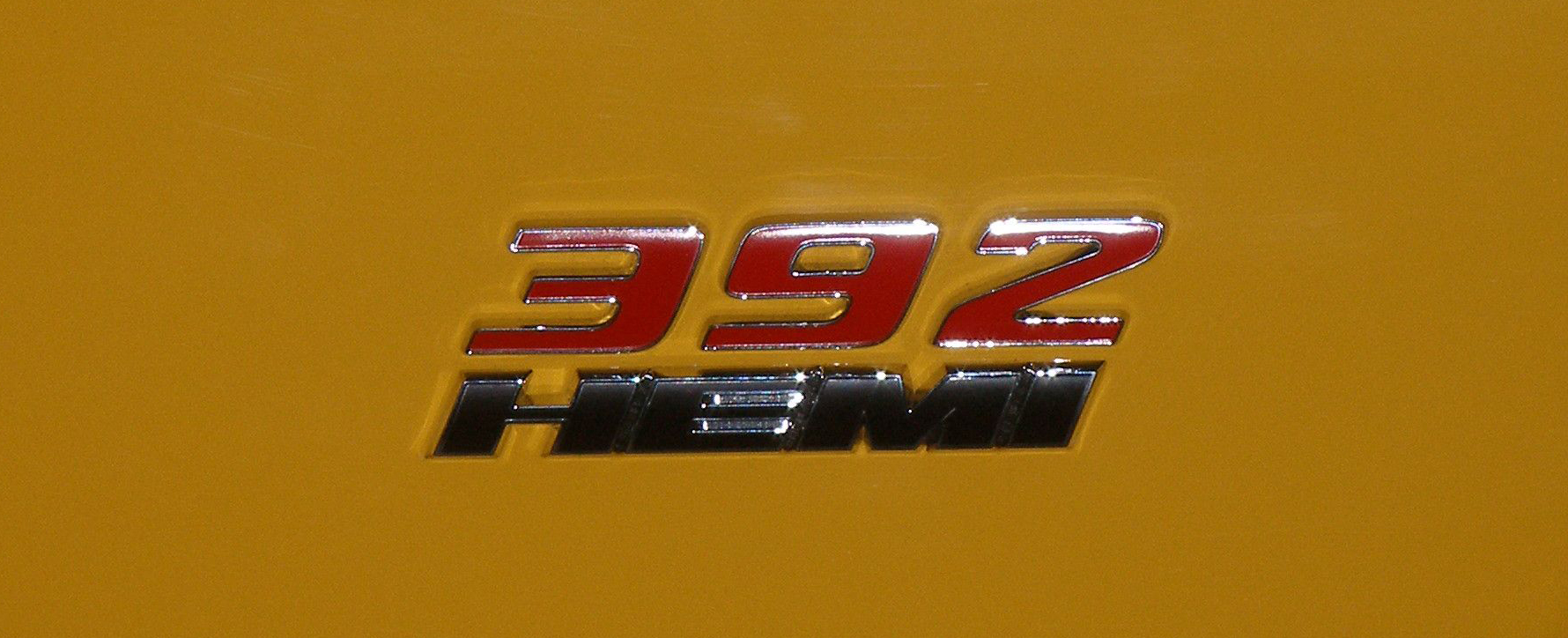
392 emblema HEMI

A Chrysler apresentou um HEMI maior e mais potente de 392 polegadas cúbicas (6,4 L) em 2005, com uma produção nominal de fábrica de [quantidade não fornecida] e torque. Este motor está equipado com pistões em liga de alumínio forjado de alta resistência. Desde 2007, está disponível como um motor de caixa sob o nome 392 HEMI.
A versão de produção do 392 HEMI foi lançada no Dodge Challenger SRT8 2011, apresentando comando de válvulas variável, assim como MDS em carros com transmissão automática. O novo 392 HEMI, codinome "Apache", é derivado do 5.7 de terceira geração L HEMI, codinome "Eagle", compartilhando poucas peças com o motor de caixa 392.
Os Chargers e Challengers de edição especial equipados com este motor, assim como os próprios motores, exibiam o emblema "392 HEMI" como uma referência comemorativa ao motor de primeira geração com a mesma cilindrada. Em outras aplicações, o motor é identificado como "6.4L HEMI".
Formulários:
- Chrysler 300 SRT
- Dodge Challenger SRT 392
- Dodge Charger SRT 392
- Dodge Durango SRT
- Jeep Grand Cherokee SRT
- Jeep Grand Wagoneer
- Jeep Wrangler Unlimited Rubicon 392

#### Ram Heavy Duty caminhão e versão chassi-cabina
A partir do ano modelo 2014, os caminhões Ram 2500 e 3500, assim como os chassis-cabinas Ram 3500, 4500 e 5500, passaram a oferecer uma versão revisada do motor 6.4 L. Esse ajuste foi realizado para melhorar a economia de combustível e proporcionar uma faixa de potência mais adequada para transporte e reboque, em comparação com a potência total da versão SRT. Em 2016, este motor substituiu o 5.7 L como a opção padrão de motor a gasolina nos modelos chassis-cabina.

### Mopar 426 HEMI (2012-presente)

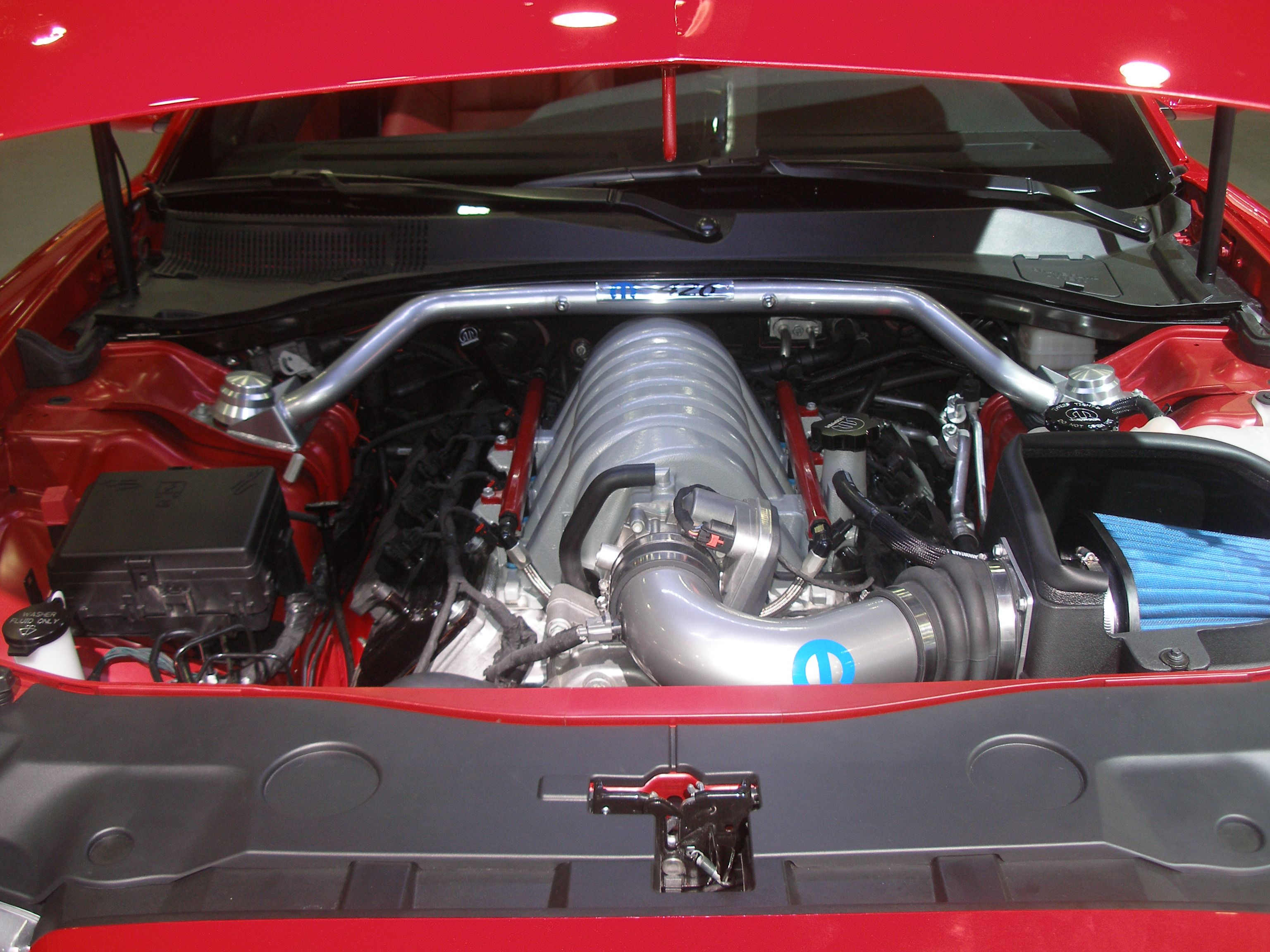
O 426 HEMI em um Dodge Charger Redline

No Salão do Automóvel Internacional da América do Norte de 2012, em Detroit, a Dodge apresentou um Dodge Charger "Redline" personalizado pela Mopar, que contava com um moderno motor HEMI V8 de Predefinição:Convert/CID, com uma potência avaliada em 590 hp (440 kW; 598 PS).

### Mopar 426 HEMI 'Hellefante' (2018-presente)
O nome "Hellephant" é uma variação do apelido original do motor HEMI, conhecido como "Elephant", e dos modernos HEMIs Hellcat Supercharged de 6,2 litros. Trata-se de um motor encaixotado, padrão superalimentado, que produz 1,000 hp (746 kW) e 950 lb·ft (1,288 N·m) de torque.

### Marketing
De fevereiro a abril de 2005, a DaimlerChrysler organizou o evento "What Can You HEMI?", um concurso que promove usos alternativos dos motores HEMI. Os cinco finalistas incluíram o HEMI Snowblower, o carrossel HEMI-Go-Round, o resurfacer de gelo "HEMI on Ice", o HEMI-Shredder e o HEMI Big Wheel (ou seja, o triciclo infantil da década de 1970). O vencedor foi o HEMI Big Wheel, que possuía um motor Hemi de 5,7 L na parte traseira, instalado de forma invertida; assim, a marcha à ré tornou-se a única marcha à frente. A chapa de aço era o material predominante, enquanto um tubo de aço laminado teve que ser utilizado para o pneu dianteiro, já que não existiam pneus com um diâmetro de 4 pés (122 cm) tão estreitos quanto necessário para este projeto.